# Katholieke Kerk in Canada

Canada in Noord-Amerika.

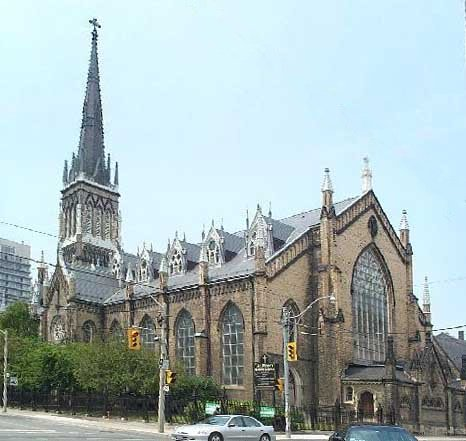
Kathedraal van Toronto

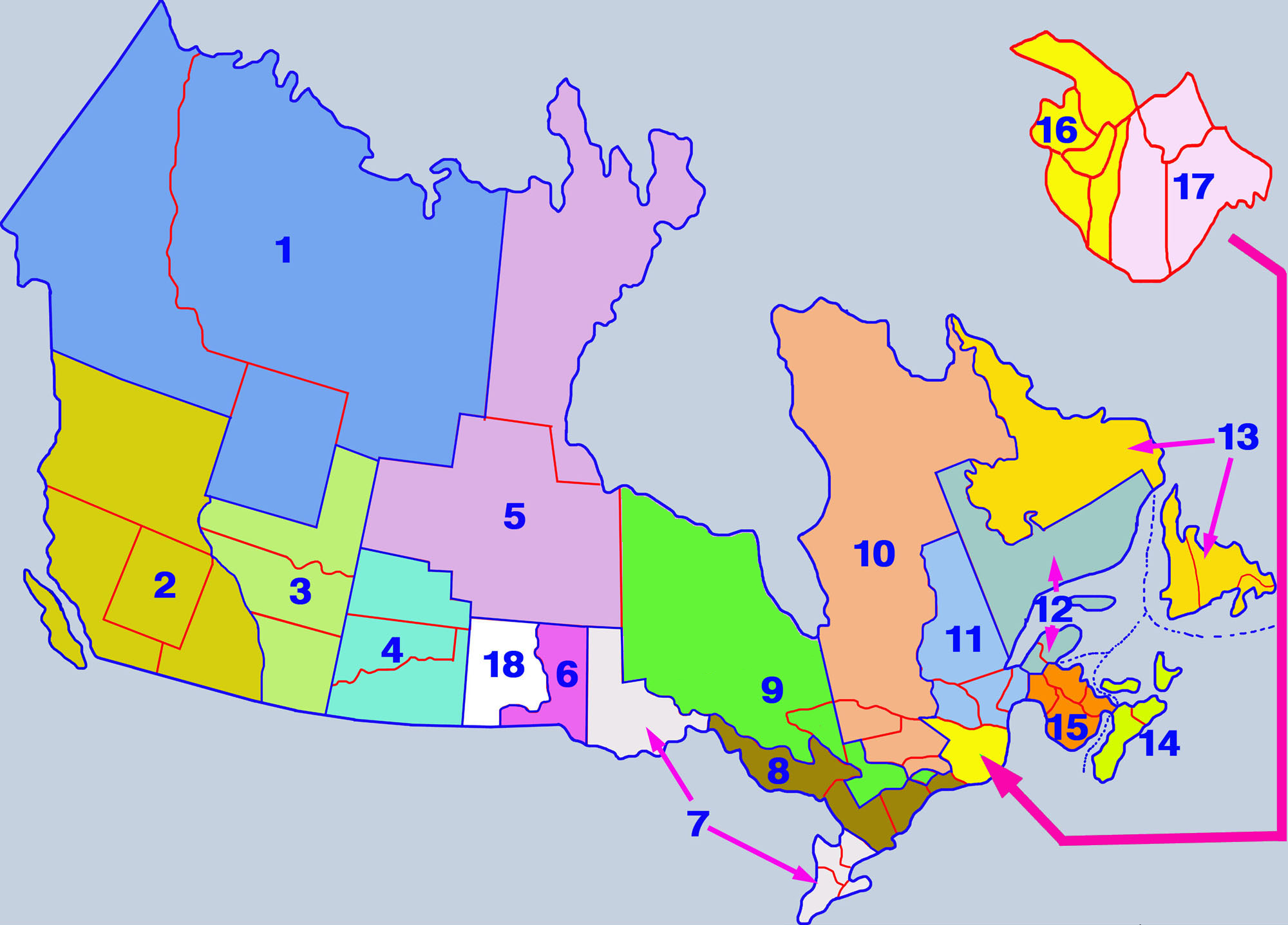
Kerkprovincies met aartsbisdommen en bisdommen in Canada

De Katholieke Kerk in Canada is een onderdeel van de wereldwijde Katholieke Kerk, onder het geestelijk leiderschap van de paus en de curie in Rome.
In 2005 woonden ongeveer 12.988.000 (43%) katholieken in Canada. Canada bestaat uit 61 bisdommen die de Romeinse ritus volgen, waaronder 18 aartsbisdommen, verder is er een militair ordinariaat en 11 bisdommen van oosters-katholieke kerken, waaronder een aartsbisdom. De bisdommen zijn verspreid over 18 kerkprovincies, waaronder een oosterse kerkprovincie. Het aartsbisdom Winnipeg, zes bisdommen van oosters-katholieke kerken en het militair ordinariaat vallen direct onder de Heilige Stoel. De bisschoppen zijn lid van de bisschoppenconferentie van Canada. President van de bisschoppenconferentie is Richard William Smith, aartsbisschop van Edmonton. De gehele Canadese Katholieke Kerk zou ruim 2,7 miljard euro in bezit hebben.
Primaat van Canada is Gérald Lacroix, aartsbisschop van Québec.
Apostolisch nuntius voor Canada is sinds 5 juni 2021 aartsbisschop Ivan Jurkovič.
Paus Johannes Paulus II bezocht Canada in 1984, 1987 en 2002, en paus Franciscus in 2022. 

## Bisdommen
| - Aartsbisdom - Bisdom |

- Edmonton
  - Calgary
  - Saint-Paul/Saint Paul in Alberta
- Gatineau
  - Amos
  - Rouyn-Noranda
- Grouard-McLennan
  - Mackenzie-Fort Smith
  - Whitehorse
- Halifax-Yarmouth
  - Antigonish
  - Charlottetown
- Keewatin-Le Pas
  - Churchill-Baie d’Hudson/Churchill-Hudson Bay
- Kingston
  - Peterborough
  - Sault Sainte Marie
- Moncton
  - Bathurst in Canada
  - Edmundston
  - Saint John (New Brunswick)
- Montréal
  - Joliette
  - Saint-Jean-Longueuil
  - Saint-Jérôme-Mont-Laurier
  - Valleyfield
- Ottawa-Cornwall
  - Hearst-Moosonee
  - Pembroke
  - Timmins
- Québec/Québec City (primaat van Canada)
  - Chicoutimi
  - Sainte-Anne-de-la-Pocatière
  - Trois-Rivières
- Regina
  - Prince-Albert
  - Saskatoon
- Rimouski
  - Baie-Comeau
  - Gaspé
- Saint-Boniface
- St. John's
  - Corner Brook and Labrador
  - Grand Falls
- Sherbrooke
  - Nicolet
  - Saint-Hyacinthe
- Toronto
  - Hamilton
  - London
  - Saint Catharines
  - Thunder Bay
- Vancouver
  - Kamloops
  - Nelson
  - Prince George
  - Victoria
- Winnipeg (Oekraïens)
  - Edmonton (Oekraïens)
  - New Westminster (Oekraïens)
  - Saskatoon (Oekraïens)
  - Toronto (Oekraïens)
- Direct onder de Heilige Stoel
  - Aartsbisdom Winnipeg
  - Bisdom Mar Addai of Toronto (Chaldeeuws)
  - Bisdom Our Lady of Deliverance of Newark (Syrisch; zetel in de Verenigde staten)
  - Bisdom Our Lady of Nareg in New York (Armeens; zetel in de Verenigde staten)
  - Bisdom Saint-Maron de Montréal (Maronitisch)
  - Bisdom Saint-Sauveur de Montréal (Melkitisch)
  - Bisdom Saints Cyril and Methodius of Toronto (Slowaaks)
  - Militair ordinariaat

## Nuntius
- Apostolisch delegaat
  - Aartsbisschop Diomede Falconio (3 augustus 1899 - 30 september 1902, later kardinaal)
  - Aartsbisschop Donato Sbarretti (26 december 1902 - 29 oktober 1910, later kardinaal)
  - Aartsbisschop Peregrin-François Stagni (3 november 1910 - 19 juni 1918)
  - Aartsbisschop Pietro Di Maria (11 juni 1918 - 1926)
  - Aartsbisschop Andrea Cassulo (7 mei 1927 - 14 juni 1936)
  - Aartsbisschop Ildebrando Antoniutti (14 juli 1938 - 21 oktober 1953, later kardinaal)
  - Aartsbisschop Giovanni Panico (14 november 1953 - 25 januari 1959, later kardinaal)
  - Aartsbisschop Sebastiano Baggio (12 maart 1959 - 25 mei 1964, later kardinaal)
  - Aartsbisschop Sergio Pignedoli (1 juni 1964 - 10 juni 1967, later kardinaal)
  - Aartsbisschop Emanuele Clarizio (12 juni 1967 - 14 juni 1969)
- Apostolisch pronuntius
  - Aartsbisschop Emanuele Clarizio (14 juni 1969 - 19 maart 1970)
  - Aartsbisschop Guido del Mestri (20 juni 1970 - 12 augustus 1975, later kardinaal)
  - Aartsbisschop Angelo Palmas (2 september 1975 - 1990)
  - Aartsbisschop Carlo Curis (28 maart 1990 - 1 september 1994)
- Apostolisch nuntius
  - Aartsbisschop Carlo Curis (1 september 1994 - 4 februari 1999)
  - Aartsbisschop Paolo Romeo (5 februari 1999 - 17 april 2001, later kardinaal)
  - Aartsbisschop Luigi Ventura  (22 juni 2001 - 22 september 2009)
  - Aartsbisschop Pedro López Quintana (10 december 2009 – 18 december 2013)
  - Aartsbisschop Luigi Bonazzi (18 december 2013 - 10 december 2020)
  - Aartsbisschop Ivan Jurkovič (sinds 5 juni 2021)

## Pauselijk bezoek
Paus Johannes Paulus II bezocht Canada driemaal: 
- 9 september 1984 - 20 september 1984: pastoraal bezoek van paus Johannes Paulus II aan Canada
- 19 september 1987 - 20 september 1987: pastoraal bezoek van paus Johannes Paulus II aan Fort Simpson, Canada
- 23 juli 2002 - 29 juli 2002: pastoraal bezoek van paus Johannes Paulus II aan Toronto

## Kardinalen
Het land heeft vier kardinalen, van wie er vier kardinaal-elector zijn. (juni 2021) De namen van de electors zijn in de lijst in vet aangegeven. Tussen haakjes staat de datum van benoeming tot kardinaal.
- Marc Ouellet (2003)
- Thomas Christopher Collins (2012)
- Gérald Lacroix (2014)
- Michael Czerny (2019)

### Overleden kardinalen van Canada
- Elzéar-Alexandre Taschereau (1886)
- Louis-Nazaire Bégin (1914)
- Félix-Raymond-Marie Rouleau (1927)
- Jean-Marie-Rodrigue Villeneuve (1933)
- James Charles McGuigan (1946)
- Paul-Émile Léger (1953)
- Maurice Roy (1965)
- George Bernard Flahiff (1969)
- Gerald Emmett Carter (1979)
- Louis-Albert Vachon (1985)
- Édouard Gagnon (1985)
- Paul Grégoire (1988)
- Jean-Claude Turcotte (1994)
- Aloysius Matthew Ambrozic (1998)

### Andere kardinalen gerelateerd aan Canada
- Thomas Weld (1830)
- Diomede Falconio (1911)
- Donato Sbarretti (1916)
- Giovanni Panico (1962)
- Ildebrando Antoniutti (1962)
- Sebastiano Baggio (1969)
- Sergio Pignedoli (1973)
- Guido del Mestri (1991)
- Paolo Romeo (2010)